# Несберг, Иван
Иван Тарек Фъелстад Несберг (норв. Ivan Tarek Fjellstad Näsberg; род. 22 апреля 1996, Осло) — норвежский футболист, защитник датского клуба «Виборг».

## Клубная карьера
Несберг — воспитанник клуба «Волеренга». 7 марта 2013 года в матче против «Викинга» он дебютировал в Типпелиге. В 2016 году для получения игровой практики Несберг на правах аренды в шведский «Варберг». 2 апреля в матчах против «Отвидаберга» он дебютировал в Суперэттан. 4 октября в поединке против «Ассириска Фёренинген» Иван забил свой первый гол за «Волеренгу». По окончании аренды Несберг вернулся в «Волеренгу». 15 октября 2017 года в поединке против «Олесунна» Иван забил свой первый гол за клуб.
Летом 2022 года Несберг перешёл в греческий ПАОК. 2 октября в матче против «Панатианикоса» он дебютировал в греческой Суперлиге. 